# Lola Marsh
Lola Marsh (en hébreu : לולה מארש) est un groupe israélien d'indie pop, originaire de Tel Aviv-Jaffa. Le groupe se forme en duo en 2013 avec Gil Landau (guitares, claviers) et Yaël Shoshana Cohen (voix), et signe rapidement avec le label indépendant Anova Music (en). Ils sortent leur premier EP, You're Mine, sous le label Universal Records-Barclay en janvier 2016.

## Histoire

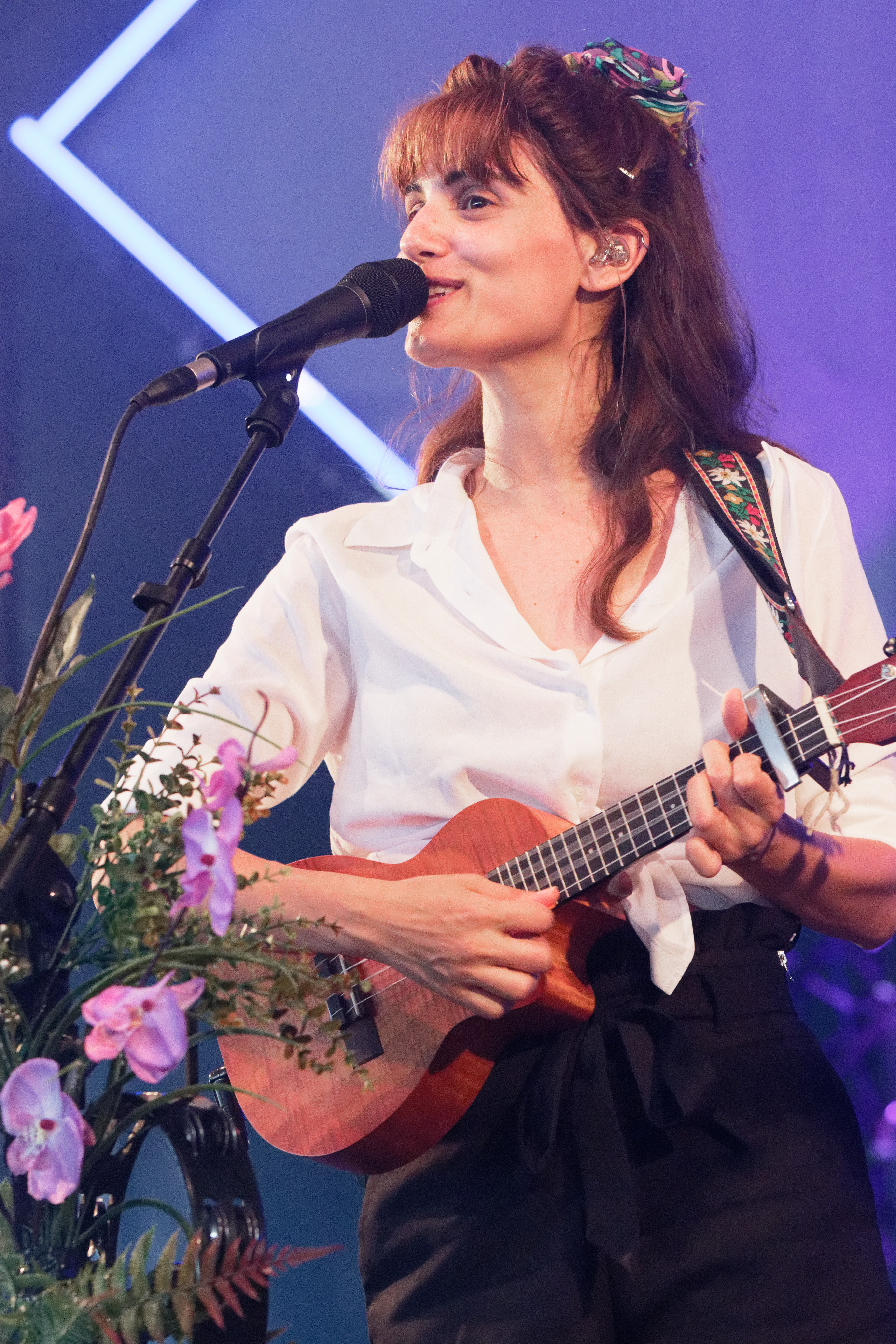
Lola Marsh en concert lors du Festival du bout du monde 2018 à Crozon en France

Gil Landau et Yaël Shoshana Cohen se rencontrent à Tel Aviv par l'intermédiaire d'amis communs. L'idée du groupe vient lors de la fête d'anniversaire de Landau en février 2011, lorsque les membres du groupe commencent à jouer des chansons sur l’ancienne guitare du père de Landau,.
Landau et Shoshana sortent brièvement ensemble alors qu'ils forment le groupe, mais redeviennent ensuite simples compagnons de groupe.
Gil et Yaël écrivent et interprètent des chansons pendant 18 mois avant de recruter des musiciens supplémentaires. Mati Gilad (basse), Rami Osservaser (guitare, claviers), Dekel Dvir (batterie et samplers) les rejoignent ainsi peu après. Le groupe commence à se produire dans des clubs locaux et finit par être repéré par le principal label indépendant local, Anova Music, qui signe le groupe.

À propos du nom du groupe, Yaël Shoshana Cohen indique lors d'une interview : 

« Pendant un voyage en Chine, on a rencontré cette femme qui nous a confié que, phonétiquement, « Lola Marsh » signifiait « poésie romantique » en mandarin. Du coup, ce nom que l’on trouvait simplement agréable à l’oreille a tout de suite pris un sens tout particulier. » »

Le duo gagne en notoriété à la suite de son concert de 2014 au Primavera Sound Festival.
Le groupe sort son premier single, Sirens, en mars 2015. Nylon Magazine écrit à propos de la chanson :  « La dernière chanson du groupe rêveur de Tel Aviv, Sirens, propose une variation typique du son indie, doux et granuleux... Le titre semble prêt pour la prochaine bande originale d'un film de Quentin Tarantino ». La chanson est ensuite présentée dans l'émission de télévision américaine Scream.
Le deuxième single du groupe, You're Mine, sort en mai 2015. Il recueille plus de six millions d'écoutes sur Spotify et se classe dans le top 3 des titres les plus viraux du site, ainsi que dans le top 3 des titres les plus populaires de The Hype Machine.
Le premier EP du groupe, You're Mine, sort en janvier 2016,, son troisième single, She's a Rainbow, en mai 2016. En mars 2017, le single Wishing Girl sort accompagné d'une vidéo réalisée par Gal Muggia,.
Le premier album du groupe, Remember Roses, sort en juin 2017 sur les labels Universal Records-Barclay, Sony ATV, Verve et Anova Music,,. Après la sortie de l'album, le groupe part en Europe et aux États-Unis pour la tournée des festivals d'été tels que le Paléo Festival de Nyon, et autres Festival de Jazz de Montréal, ou Sziget de Budapest. En février 2018, le groupe sort une session live enregistrée chez Capitol Records à Los Angeles. Lola Marsh est ensuite ajouté au classement The Austin 100 de la National Public Radio en mars 2018 dans le cadre d'un événement à South by Southwest.
Le deuxième album du groupe, Someday Tomorrow Maybe, sort en janvier 2020.

## Influences musicales
Les membres du groupe citent Sufjan Stevens, Nina Simone, Fleet Foxes, Elvis Presley, Moody Blues, Bon Iver, MGMT, LCD Soundsystem, Western spaghetti, Serge Gainsbourg et Tame Impala comme des influences majeures de leur musique,.

## Membres

### Membres actuels
- Yaël Shoshana Cohen − chant, guitare, percussions, ukulélé (depuis 2013)
- Gil Landau − guitare, chant (depuis 2013)
- Mati Gilad − basse (depuis 2014)
- Dekel Dvir − batterie (depuis 2014)
- Ran Gil

### Anciens membres
- Ido Rivlin
- Rami Osservaser − guitare, clavier

## Discographie

### Albums studio
- 2017 : Remember Roses
- 2020 : Someday Tomorrow Maybe
- 2022 : Shot Shot Cherry

### EP
- 2016 : You're Mine
- 2021 : For the Tender Heart
- 2021 : True Romance
- 2021 : Run Lola Run

### Singles
- 2017 : Wishing Girl
- 2017 : Morning Bells
- 2019 : Echoes
- 2019 : Only for a Moment
- 2019 : What Am I
- 2021 : Summer Night
- 2022 : Love Me on the Phone
- 2022 : Satellite